# 天主教希莫尤教區
天主教希莫尤教區（拉丁語：Dioecesis Cimoiana）是莫桑比克一個羅馬天主教教區，屬貝拉總教區。
教區成立於1990年11月19日，位於馬尼卡省，2006年有教友78,249人（佔轄區總人口7.0%）、十五個堂區、廿三名司鐸。現任教區主教為方濟·若望·西洛塔。